# Vírus sincicial respiratório
Vírus sincicial respiratório (VSR) é um vírus responsável pela maioria dos casos de infecções do trato respiratório inferior (como pneumonia e bronquiolite) em bebês. Em climas temperados é mais comum nos meses de inverno e em climas tropicais é mais comum nos meses chuvosos. Quase 60% dos bebês são infectados no primeiro ano de vida e quase todas as crianças são infectadas nos primeiros três anos de vida. Geralmente causa apenas um resfriado, indistinguível de uma gripe, especialmente em adultos.

## Patologia
O período de incubação é de 2 a 8 dias, em média 5 dias, e a maioria dos casos é subclínico ou causa apenas um resfriado ou sinusite, mas em 2 a 3% dos casos causa bronquiolite e pode requerer hospitalização. É especialmente problemático, e muito comum, em recém-nascidos. A imunidade diminui com o tempo e re-infecções com um mesmo serotipo podem ocorrer a cada 5-7 anos.

### Complicações
Além da bronquiolite também pode causar:
- Pneumonia
- Otite media
- Crise asmática
- Sinusite

## Transmissão
Pode permanecer viável várias horas (de uma a seis horas) fora do corpo e é altamente virulento mesmo em ambientes secos. Pode ser transmitido por contato direto ou por objetos (fômites) como roupas, copo, talheres, brinquedos, etc.

## Prevenção
O Palivizumab (nome comercialː Synagis) é um anticorpo monoclonal que pode ser usado para prevenir bronquiolite em recém-nascidos de alto risco, como bebês prematuros (menos de 35 semanas de gestação) ou com problemas cardíacos ou respiratorios congênitos. A profilaxis geralmente dura por 5 meses. Diversos laboratórios estão tentando fazer vacinas para esse vírus. 
Em maio de 2023, foi aprovado nos Estados Unidos uma vacina contra o vírus sincicial respiratório.

## Tratamento
O tratamento é apenas sintomático, com nebulização salina a 3%, oxigênio e soro. Outros tratamentos, como adrenalina, broncodilatadores, esteroides, antibióticos e ribavirina, não resultaram em melhoras significativas.

### Estrutura molecular da polimerase de HMPV L: P
Pesquisadores baseados em imagens bidimensionais (com uma resolução de 3,7 angstrom ou 0,37 nanômetros) construíram modelos tridimensionais de computador das estruturas moleculares L: P das proteínas. Essas imagens mostram um caminho para desativar o vírus sincicial respiratório (RSV) e o metapneumovírus humano (HMPV) após elucidar a estrutura de um de seus principais componentes. Com esse conhecimento estrutural, os pesquisadores esperam desenvolver inibidores que interrompam as atividades enzimáticas da proteína HPMV L: P e potencialmente bloqueiem a infecção pelo vírus.